# اسکیوروک (سیریک)
اسکیوروک (ترکی استانبولی: Eskiyürük) یک محله در ترکیه است که در ناحیهٔ سریک، آنتالیا واقع شده است. جمعیت این محله تا سال ۲۰۲۲ برابر با ۶۶۵ نفر بوده است.